# Jastrzębie Zdrój Bzie
Jastrzębie Zdrój Bzie – zlikwidowana stacja kolejowa w Jastrzębiu-Zdroju, w sołectwie Bzie w województwie śląskim, w Polsce. Znajdowała się na wysokości 274 m n.p.m.

## Historia
Stacja kolejowa została otwarta 1 czerwca 1911 roku wraz z uruchomieniem odcinka Pawłowice - Jastrzębie linii kolejowej z Orzesza. Przyczyną budowy tego odcinka nie były względy ekonomiczne - na opisywanych terenach nie znajdowały się wówczas żadne większe zakłady przemysłowe czy kopalnie, lecz ułatwienie dojazdu do uzdrowiska jakim było Jastrzębie od XIX wieku. W budynku dworcowym zlokalizowana była kasa biletowa i poczekalnia. Dodatkowo wybudowano peron dwukrawędziowy. Dawniej funkcjonowała jako stacja rozrządowa dla stacji w Pawłowicach. W 1984 roku odcinek kolejowy został zelektryfikowany. W dniu 18 lutego 2001 roku zawieszono przewozy pasażerskie z Pawłowic do Jastrzębia Zdroju. Wówczas stacja kolejowa została zamknięta.